# Conques-sur-Orbiel
Conques-sur-Orbiel is een gemeente in het Franse departement Aude (regio Occitanie). De plaats maakt deel uit van het arrondissement Carcassonne. Conques-sur-Orbiel telde op 1 januari 2022 2.549 inwoners.
De wijnteelt is belangrijk in Conques-sur-Orbiel.
In het koor van de gotische kerk is er een zestiende-eeuws retabel te zien. Verder zijn er in de gemeente een donjon waarvan de oudste delen dateren uit de twaalfde eeuw, en het Château des Saptes uit de zestiende eeuw.

## Geografie
De oppervlakte van Conques-sur-Orbiel bedroeg op 1 januari 2022 25,07 vierkante kilometer; de bevolkingsdichtheid was toen 101,7 inwoners per km².
De onderstaande kaart toont de ligging van Conques-sur-Orbiel met de belangrijkste infrastructuur en aangrenzende gemeenten.

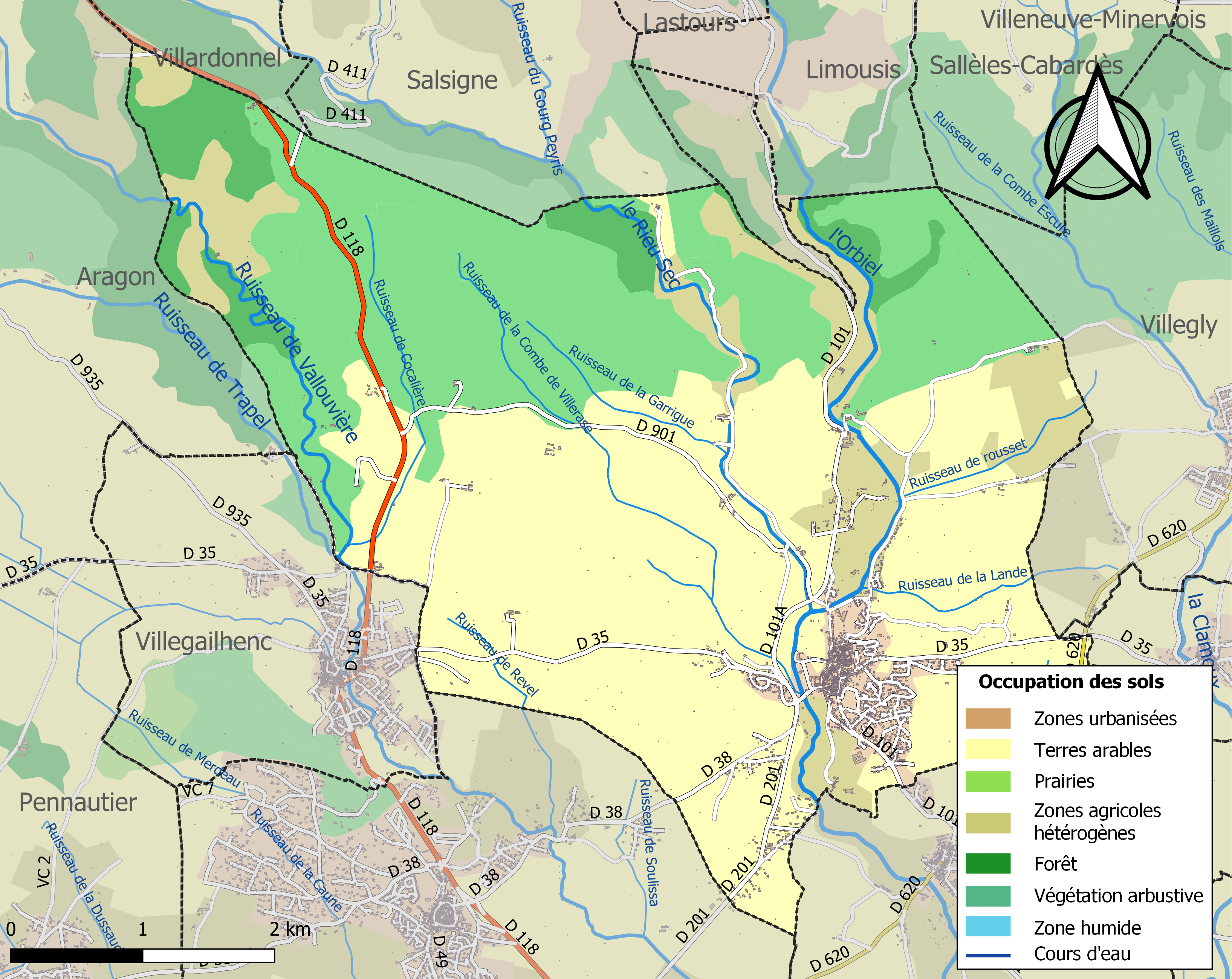

## Demografie
Onderstaande figuur toont het verloop van het inwonertal (bron: INSEE-tellingen).

Vanwege een beveiligingsprobleem met de MediaWiki Graph-software is het momenteel niet mogelijk deze grafiek weer te geven. Zodra de software is bijgewerkt zal de grafiek vanzelf weer zichtbaar worden.